# スルベニシリン
スルベニシリン (Sulbenicillin) とはペニシリン系抗生物質の一つ。ジベカシンと併用される。